# 芒克河
46°48′28″N 6°44′29″E / 46.80788°N 6.74138°E

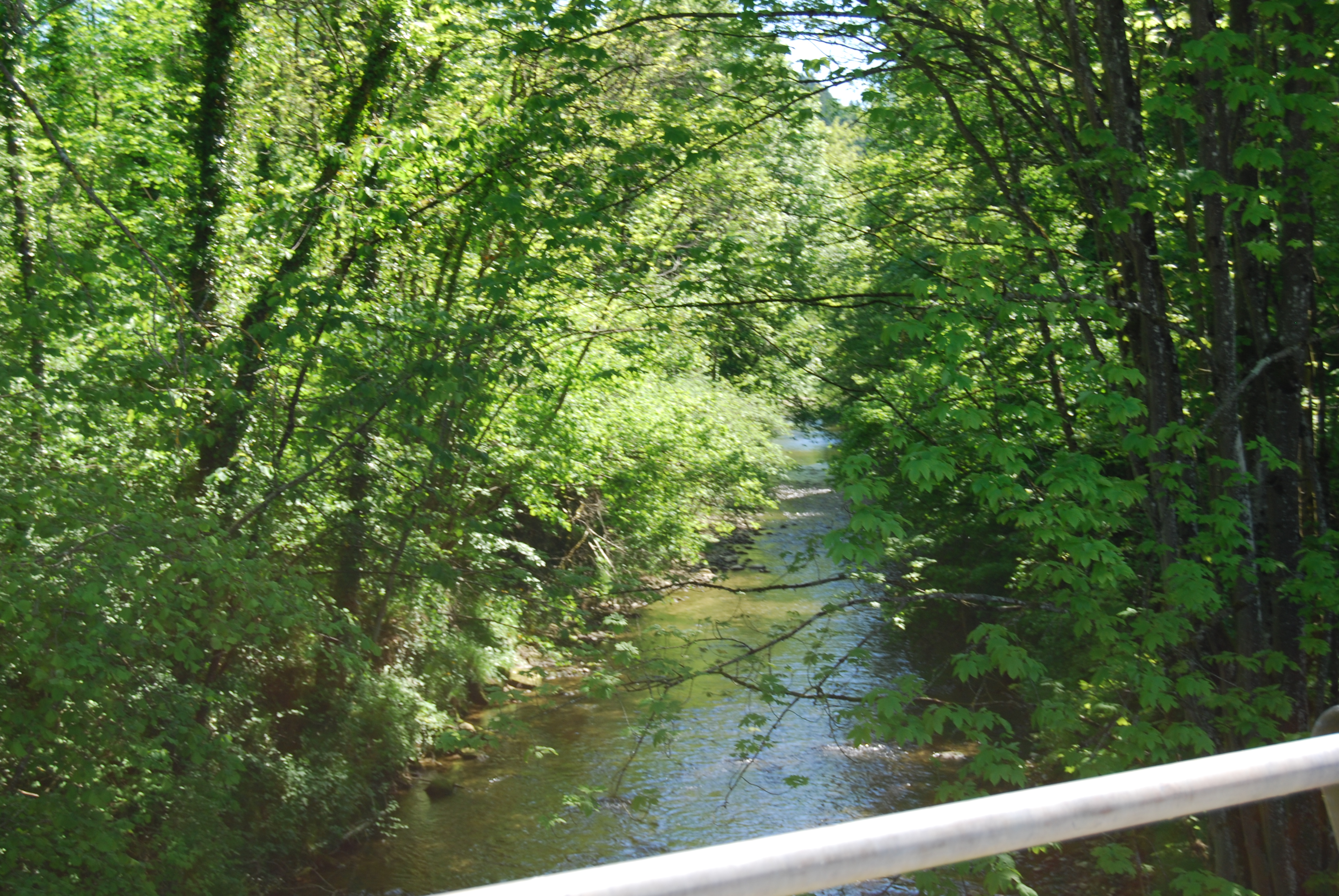

芒克河是瑞士的河流，位於該國西部，流經沃州，屬於阿勒河的支流，河道全長34公里，流域面積139平方公里，最終在伊沃南附近注入納沙泰爾湖。